# Джон Моубрей, 4-й барон Моубрей
Сер Джон де Моубрей (англ. Sir John de Mowbray; 24 червня 1340, Епворт, Лінкольншир, Королівство Англія — 17 червня 1368, поблизу Константинополя) — англійський аристократ з роду Моубреїв, барон Сегрейв з 1353 року (по праву дружини), 4-й барон Моубрей з 1361 року. Брав участь у Столітній війні, загинув під час подорожі в Єрусалим.

## Життєпис
Джон був єдиним сином 3-го барона Моубрей того ж імені і Джоан Ланкастерської. Він належав до знатного англонормандского роду, засновник якого був соратником Вільгельма Завойовника; Моубреї володіли великими землями (головним чином в Лінкольнширі), а з 1295 року носили баронський титул. По матері Джон походив від ланкастерської гілки Плантагенетів і був прапраонуком короля Генріха III. Крім нього, в сім'ї народилися дві дочки, Бланка та Елеанор.
Син 3-го барона Моубрей з'явився на світ 24 червня 1340 року в Епворті в Лінкольнширі. Вже через три роки було укладено угоду про шлюб хлопчика та однієї з його сестер, Бланки, з Еліс Монтегю та Едуардом Монтегю відповідно; це були діти Еліс Норфолкської — молодшої з дочок Томаса Бразертона, графа Норфолк, і онуки короля Едуарда I. Запланований шлюб не відбувся. Замість цього приблизно в 1349 році Джон і Бланка Моубреї одружилися з дітьми старшої дочки Томаса Бразертона, Маргарет. Дружиною Джона стала Елізабет Сегрейв, чоловіком Бланки став Джон Сегрейв. Зважаючи на близьку спорідненість між нареченими знадобився дозвіл на шлюб, і його виклопотав у Папи Римського дядько Джона Генрі Гросмонт, пославшись на необхідність запобігання чвар між двома сім'ями.
Єдиний брат Елізабет помер ще за життя батька, так що в 1353 році вона стала 5-ю баронесою Сегрейв у своєму праві (suo jure) і головною спадкоємицею своєї матері. Згодом Моубреї отримали завдяки цьому шлюбу великі володіння Томаса Бразертона, що належали колись роду Біго, титул графа і герцога Норфолка, почесну придворну посаду графа-маршала. Однак все це сталося вже після смерті Джона, через те, що теща, що зберегла за собою істотну частину спадщини й пережила його на тридцять років. Після смерті батька в 1361 році Джон успадкував баронський титул і земельні володіння, за які приніс васальну присягу королю 14 листопада того ж року. Однак він отримав не всі землі: частина маєтків дісталася його мачусі Елізабет де Вер в якості «вдової частки». Пізніше Моубрей притягнув мачуху до суду, звинувативши її в розтраті сімейного майна, і домігся виплати відшкодування в майже тисячу фунтів. Відомо, що в 1369 році Елізабет і її новий чоловік, сер Вільям Коссінгтон, опинилися в Флітській в'язниці через борги; можливо, це було пов'язано з позовом Моубрея. Доходи барона до кінця його життя, судячи з документів 1367 року, становили майже 800 фунтів на рік.
Військова служба для Джона почалася в 1355 році, коли йому було всього п'ятнадцять років. Разом з двадцятьма шістьма іншими аристократами Моубрей був присвячений королем Едуардом III у лицарі в липні 1355 року в Даунсі (Кент), напередодні висадки у Франції. У 1356 році він ніс військову службу в Бретані, де йшла війна між двома претендентами на герцогську корону; одного підтримувала Англія, іншого — Франція. У період з 14 серпня 1362 року — по 20 січня 1366 Моубрея регулярно викликали до парламенту як барона. У 1368 році він вирушив в Святу землю, але був убитий турками недалеко від Константинополя. Барона поховали в одному з монастирів Галати; через 30 років за розпорядженням його сина Томаса останки викопали й привезли до Англії, щоб покласти їх у родовій гробниці в Аксхольмі (Лінкольншир).

## Сім'я
Джон де Моубрей був одружений, згідно з папською диспенсацією, датованою 25 березня 1349 року, на Елізабет Сегрейв, дочки та спадкоємиці Джона Сегрейва, 4-го барона Сегрейва, і Маргарет, 1-ї герцогині Норфолк. У цьому шлюбі народилися п'ятеро дітей, двоє синів і три дочки:
- Джоан де Моубрей (близько 1363 — після 1402), дружина 1) сера Томаса Грея, 2) сера Томаса Тунсталла. Серед її дітей від першого шлюбу був Джон Грей, 1-й граф Танкервіль;
- Елеанор де Моубрей (1364—1417), дружина Джона Уеллса, 5-го барона Уеллс;
- Джон Моубрей (1365 — додо 12 лютого 1383), 5-й барон Моубрей і 6-й барон Сегрейв з 1368 року, 1-й граф Ноттінгем з 1377 року;
- Томас де Моубрей (1366—1399), 6-й барон Моубрей і 7-й барон Сегрейв після смерті брата, 1-й граф Ноттінгем з 1386 року, 1-й герцог Норфолк з 1398 року;
- Маргарет де Моубрей (померла до 1401 року), дружина сера Реджинальда Люсі[16].

Елізабет померла в 1368 році, приблизно на місяць раніше чоловіка.